# Мод Ментен
Мод Леонора Ментен (Порт Ламбтон, Онтарио, 20. март 1879 – Лимингтон, Онтарио, 17. јул 1960) је била канадски лекар и хемичар. Као биомедицински и медицински истраживач, дала је значајан допринос кинетици ензима и хистохемији, и измислила процедуру која је остала у употреби. Она је првенствено позната по свом раду са Леонор Михаелис на кинетици ензима 1913. Рад је преведен са немачког језика на енглески.
Мод Ментен је рођена у Порт Ламбтону у Онтарију и студирала је медицину на Универзитету у Торонту. Била је међу првим женама у Канади које су стекле докторат медицине.
Пошто женама у то време није било дозвољено да учествују у истраживањима у Канади, Ментен је потражила неку другу могућност да настави свој рад. Године 1912. преселила се у Берлин где је радила са Леонор Михаелис и била коаутор њиховог рада у Biochemische Zeitschrift, показујући да је брзина ензимски катализоване реакције пропорционална количини комплекса ензим-супстрат. Овај однос између брзине реакције и концентрације ензима-супстрата познат је као Михаелис-Ментенина једначина.
Након рада са Михаелисовом у Немачкој, уписала је постдипломске студије на Универзитету у Чикагу где је и докторирала 1916. Њена дисертација носила је наслов "Алкалност крви у малигним и другим патолошким стањима; заједно са запажањима о односу алкалности крви и барометријског притиска".
Ментенова се придружила факултету Универзитета у Питсбургу 1923. и ту је остала до пензионисања 1950. Постала је доцент, а потом и ванредни професор на Медицинском факултету и била је шефица патологије у Дечјој болници у Питсбургу. Њено последње унапређење у редовног професора, 1948. године, било је са 69 година у последњој години каријере. Њено последње академско место је било место научног сарадника на Институту за медицинска истраживања Британске Колумбије.

## Младост и рад
Ментенова је рођен у Порт Ламбтону, Онтарио, Канада. Њена породица се преселила у Харисон Милс у Британској Колумбији, где је њена мајка радила као поштарка. Након завршене средње школе, Ментенова је похађала Универзитет у Торонту где је дипломирала уметност 1904. и магистрирала физиологију 1907. године. Док је дипломирала, радила је као демонстратор у лабораторији за физиологију на универзитету.
Мод Ментен је желела да настави своја медицинска истраживања, али је открила да су могућности за жене у Канади биле ретке у то време. Као резултат тога, прихватила је стипендију на Рокфелеровом институту за медицинска истраживања и напустила Канаду, стигавши у Њујорк 1907. Тамо је проучавала ефекат радијум бромида на канцерогене туморе код пацова. Ментенова и још двојица научника објавили су резултате свог експеримента, били су аутори прве монографије коју је објавио Рокфелеров институт. Мод Ментен је радила као приправник у њујоршкој болници за жене и децу. После годину дана на Институту, Мод се вратила у Канаду и започела студије на Универзитету у Торонту где је 1911. постала једна од првих Канађанки које су стекле звање доктора медицине.

## Михаелис-Ментен једначина
Године 1912. Ментенова се вратила медицинским истраживањима, радећи са познатим хирургом Џорџом Крилом, у чију част је назван кратер Крил на Месецу. Њихов рад се концентрисао на контролу ацидо-базне равнотеже током анестезије. Отприлике у то време упознала је Леонор Михаелис, која је била један од водећих светских стручњака за pH и пуфере. Ментенову је привукао рани рад Михаелисове на кинетици ензима. Упркос њеној скромној лабораторији у Берлину, донела је тешку одлуку да пређе океан и ради са Михаелисовом.
Ментен и Михаелис су користили једначину да изразе однос који су истраживали:
{\displaystyle v={\frac {Va}{K_{\mathrm {m} }+a}}}
за брзину {\displaystyle v} у смислу концентрације супстрата {\displaystyle a} и константи {\displaystyle V} и {\displaystyle K_{\mathrm {m} }} (писано савременим симболима). Деценију раније, Виктор Анри је укључио еквивалентну једначину у своју докторску тезу, али није ценио важност стабилног стања нити поједностављења које би произашло из разматрања почетне брзине, и није је користио. Једначина показује не само да је сваки ензим специфичан за свој супстрат, већ и да се брзина реакције повећава до засићења како се концентрација супстрата повећава. Константа {\displaystyle K_{\mathrm {m} }} која се користи за изражавање ове брзине сада се назива Михаелисова константа. Рад у коме се изводи једначина Михаелис–Ментен је Ментенино најпознатије дело.

## Остали радови
Након истраживања у Берлину, Ментенова је уписала Универзитет у Чикагу, где је 1916. године стекла докторат у биохемији. Године 1923. још увек није могла да нађе академско место за жену у Канади; заузела је позицију као део факултета медицинске школе на Универзитету у Питсбургу док је радила као клинички патолог у Дечјој болници у Питсбургу. Упркос захтевима оба посла, Ментен је нашла времена да одржи активан истраживачки програм, као аутор или коаутор више од 70 публикација. Иако је њено унапређење из доцента у ванредног професора било благовремено, звање редовног професора стекла је тек са 70 година, само годину дана пре пензионисања.
Као део опсежног рада на алкалној фосфатази, Ментенова је изумела реакцију спајања азо-боје, која се још увек користи у хистохемији. Ово је описано у великом уџбенику из 1950-их следећим речима:
Није превише рећи да је употреба овог принципа била генијална.
Она је окарактерисала бактеријске токсине из B. paratyphosus, Streptococcus scarlatina, и Salmonella ssp. који су коришћени у успешном програму имунизације против шарлаха у Питсбургу 1930-их - 1940-их. Такође је спровела прво електрофоретско одвајање протеина хемоглобина у крви 1944. У томе је за неколико година предухитрила резултате Лајнуса Полинга и његових сарадника, међутим, он се обично сматра заслужан за откриће.
Мод Ментен је такође радила на својствима хемоглобина, регулацији нивоа шећера у крви и функцији бубрега.
Наставила је да ради на канцеру, посебно код деце, као и другим болестима деце.
Након пензионисања са Универзитета у Питсбургу 1950. године, вратила се у Канаду где је наставила да се бави истраживањем рака на Институту за медицинска истраживања Британске Колумбије (1951–1953).
Лоше здравље приморало је Ментенову да се пензионише 1955. и умрла је 17. јула 1960. у 81. години у Лимингтону, Онтарио.

## Лични живот
Ребека Склут приказује Ментенову као ситну динамичну жену која је носила „париске шешире, плаве хаљине са нијансама витража и ципеле Бастер браон“. Возила је модел Т Форд кроз подручје Универзитета у Питсбургу око 32 године и уживала у многим авантуристичким и уметничким хобијима. Свирала је кларинет, стварала слике достојне уметничких изложби, пењала се на планине, ишла на арктичку експедицију и уживала у астрономији. До своје смрти, савладала је неколико језика, укључујући руски, француски, немачки, италијански и најмање један индијански језик, халкомелем. Иако је Ментенова већину својих истраживања радила у Сједињеним Државама, она је задржала канадско држављанство током свог живота.

## Почасти
Током своје каријере Мод Ментен је била повезана са многим научним друштвима.
Након њене смрти, колеге Арон Х. Сток и Ана-Мари Карпентер одали су почаст канадској биохемичарки у читуљи у Nature: „Ментенова је била неуморна у својим напорима у корист болесне деце. Била је инспиративна учитељица која је стимулисала студенте медицине, сталне лекаре, и научне сараднике да чине највеће напоре. Њени сарадници ће је дуго памтити по њеном оштром уму, по одређеном достојанству понашања, по ненаметљивој скромности, по њеној духовитости, а пре свега по њеном ентузијазму за истраживање."
Године 1998. постхумно је примљена у Канадску медицинску кућу славних. Такође је одликована плакетом на Универзитету у Торонту. На Универзитету у Питсбургу одликована је именованом катедром и меморијалним предавањима. Порт Ламбтон, Канада, где је Ментен рођена, поставила је комеморативну бронзану плочу о њој 2015.